# إدوارد دونالدسون
إدوارد دونالدسون (بالإنجليزية: Edward Donaldson)‏ هو ضابط أمريكي، ولد في 17 نوفمبر 1816 في بالتيمور في الولايات المتحدة، وتوفي في 15 مايو 1889.